# Cerkiew Podwyższenia Krzyża Pańskiego w Łunińcu
Cerkiew Podwyższenia Krzyża Pańskiego – prawosławna cerkiew w Łunińcu, w dekanacie łuninieckim eparchii pińskiej i łuninieckiej Egzarchatu Białoruskiego Patriarchatu Moskiewskiego.

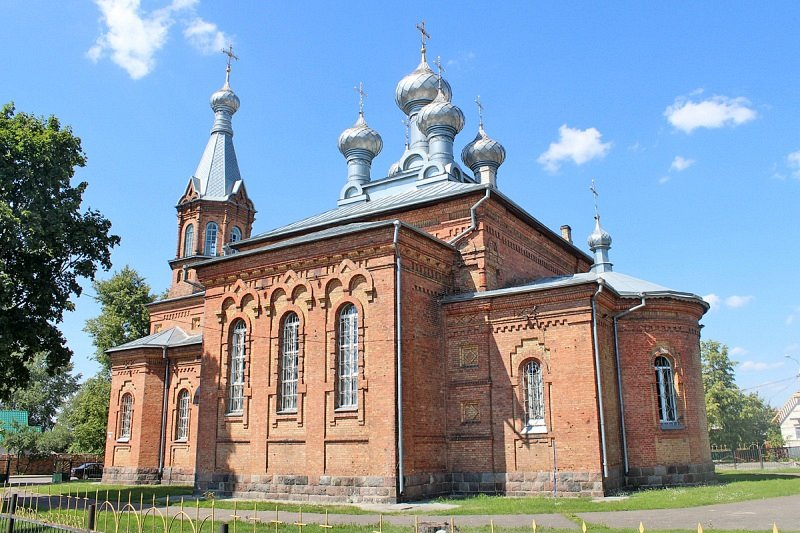
Widok ogólny cerkwi (2015)

Cerkiew położona jest w centralnej części łuninieckiego starego miasta, przy skrzyżowaniu ulic Szanerskiej i Gagarina.

## Historia
Pierwsza cerkiew Podwyższenia Krzyża Pańskiego powstała w Łunińcu, na miejscu obecnie funkcjonującej świątyni, w 1811 z funduszy zgromadzonych przez parafian. Była to świątynia unicka, na własność Rosyjskiego Kościoła Prawosławnego przeszła po synodzie połockim, likwidującym Kościół unicki w Imperium Rosyjskim poza diecezją chełmską.
W czerwcu 1873 wizytację kanoniczną w cerkwi tej odbył biskup miński i bobrujski Aleksander. Po tej wizycie zapisano, iż cerkiew była drewniana, z ikonostasem ze starymi ikonami. W 1879 opisano świątynię jako budowlę trójkopułową, na planie krzyża, z malowanym na czerwono gontowym dachem. W 1879 wskazano ponadto, że ikonostas w świątyni był trzyrzędowy, malowany na biało, z 24 ikonami, które oceniono za słabe artystycznie. Wyposażenie obiektu było niekompletne – brakowało chociażby niektórych ksiąg liturgicznych. Do świątyni uczęszczało ponad 1000 osób, wyłącznie chłopi. Wyposażenie obiektu było w kolejnym dziesięcioleciu uzupełniane dzięki darom prywatnym.
W związku ze wzrostem liczby mieszkańców Łunińca na początku XX wieku w sąsiedztwie drewnianej cerkwi wzniesiono nową, z cegły. Kamień węgielny pod budowę obiektu położony został 17 kwietnia 1912, fundusze na budowę pochodziły z darów wiernych, w szczególności pracujących na łuninieckiej stacji kolejowej. Wybuch I wojny światowej w 1914 uniemożliwił jednak szybkie zakończenie prac budowlanych. Nadal była czynna cerkiew drewniana, którą rozebrano w połowie lat 20. XX wieku i przewieziono poza Łuniniec. W tym samym czasie zlikwidowany został cmentarz położony przy starszej cerkwi. Większość szczątków zmarłych umieszczono w grobie zbiorowym, zachowano jedynie groby duchownych i honorowych obywateli Łunińca. Miejsce po ołtarzu drewnianej cerkwi oznaczono metalowym krzyżem, znaczną część jej wyposażenia przeniesiono do nowej świątyni. Została ona wzniesiona w stylu bizantyjsko-rosyjskim.

## Architektura
Cerkiew jest trójdzielna, z prostokątnym przedsionkiem, kwadratową nawą oraz pomieszczeniem ołtarzowym zamkniętym półkoliście. Nad przedsionkiem wznosi się wieża-dzwonnica zwieńczona dachem hełmowym. Budynek jest nieotynkowany. Jest to świątynia pięciokopułowa.